# Conosphaeron spinipenne
Conosphaeron spinipenne là một loài bọ cánh cứng trong họ Cerambycidae.